# Vuuroogmonjita
De vuuroogmonjita (Pyrope pyrope) is een zangvogel uit de familie Tyrannidae (tirannen). De vogel werd in 1830 door de Duitse natuuronderzoeker Heinrich von Kittlitz geldig beschreven als Muscicapa pyrope, maar kort daarna geplaatst in het geslacht Xolmis als Xolmis pyrope. Volgens in 2020 gepubliceerd fylogenetisch onderzoek is plaatsing in een monotypisch geslacht noodzakelijk. Hiervoor is het in 1859 geldig beschreven taxon Pyrope gebruikt.

## Verspreiding en leefgebied
Deze soort komt voor in Chili en Argentinië en telt twee ondersoorten:
- P. p. pyrope: zuidelijk Chili en zuidwestelijk Argentinië.
- P. p. fortis: Chiloé (Chili).

## Status
De grootte van de populatie is niet gekwantificeerd maar de soort wordt omschreven als vrij algemeen. Op de Rode lijst van de IUCN heeft deze soort de status niet bedreigd.